# Баянхонгор
Ба́янхо́нгор (устаревшее написание Баян-Хонгор; (монг. Баянхонгор) — город в центральной Монголии, административный центр одноимённого аймака, а также одноимённого сомона этого аймака. Город населяют в основном халха-монголы.
Аймак возник в 1942 году, но город стал административным центром аймака лишь в 1961 году. В 1980-е годы в Баянхогоре были построены промышленные предприятия. В 1991 году был открыт ламаистский буддистский монастырь. В городе функционируют краеведческий музей и музей природы.
Вблизи города расположены минеральные источники.
До 1937 года в 20 км от города существовал ламаистский монастырь, но, как и все остальные буддистские монастыри Монголии, был уничтожен.
В городе имеется аэропорт, связанный регулярным пассажирским сообщением с Улан-Батором. Баянхонгор находится на автомобильной дороге, связывающей города Улан-Батор и Ховд.

## Климат
| Показатель                    | Янв.  | Фев.  | Март  | Апр. | Май  | Июнь | Июль | Авг. | Сен. | Окт. | Нояб. | Дек.  | Год  |
| ----------------------------- | ----- | ----- | ----- | ---- | ---- | ---- | ---- | ---- | ---- | ---- | ----- | ----- | ---- |
| Средний суточный максимум, °C | −11,4 | −7,2  | −1,1  | 8,9  | 17,4 | 22,1 | 23,0 | 21,5 | 15,9 | 7,6  | −3,1  | −9,5  | 7,0  |
| Средняя температура, °C       | −18,3 | −16,2 | −8,2  | 0,9  | 9,6  | 15,0 | 16,2 | 14,5 | 8,2  | −0,1 | −10,9 | −17   | −0,5 |
| Средний суточный минимум, °C  | −23,7 | −22,4 | −14,8 | −5,8 | 2,0  | 7,9  | 10,1 | 8,2  | 2,1  | −5,7 | −16,1 | −22,1 | −6,6 |
| Норма осадков, мм             | 2     | 2     | 4     | 8    | 14   | 33   | 56   | 48   | 18   | 7    | 2     | 1     | 195  |
| Источник: World Climate       |       |       |       |      |      |      |      |      |      |      |       |       |      |